# Mokhtar Naili
Mokhtar Naili (Tunisi, 3 settembre 1953) è un ex calciatore tunisino, di ruolo portiere.